# Kirken i Ørestad
Kirken i Ørestad er en midlertidig kirke, der er indrettet i tidligere forretningslokaler i arkitekten Bjarke Ingels byggeri 8-tallet i Ørestad. Den blev indviet 15. april 2018.
En ny kirke forventes bygget inden for de næste fem til syv år.

## Eksterne kilder og henvisninger
- Kirken i Ørestad hos KortTilKirken.dk

|  | Denne artikel om en bygning eller et bygningsværk kan blive bedre, hvis der indsættes et (bedre) billede. Du kan hjælpe ved at afsøge Wikimedia Commons for et passende billede eller lægge et op på Wikimedia Commons med en af de tilladte licenser og indsætte det i artiklen. |